# Nu jazz

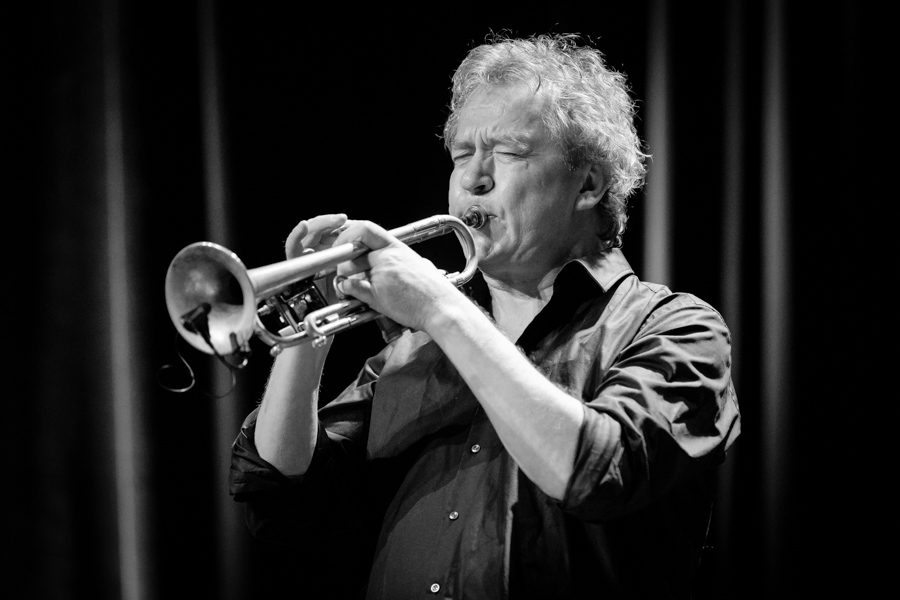
Nils Petter Molvær.

Le nu jazz (ou new urban jazz) est un courant du jazz ayant émergé à la fin des années 1990 pour désigner des styles musicaux qui marient des harmonies ou instrumentations jazz, funk, issues de la musique électronique et de l'improvisation libre. Également écrit nu-jazz ou nujazz, il est également désignés par les termes jazz électronique, electronic jazz, electro-jazz, e-jazz, jazztronica, jazz house, phusion ou future jazz. Le nu-jazz va plus loin dans le territoire de l'électronique que son proche cousin l'acid jazz, qui reste plus proche de la soul et du rhythm and blues. Les compilations Saint-Germain-des-Prés Café donnent un aperçu de la scène nu jazz depuis 2001.

## Histoire
Le nu jazz débute avec l'utilisation  d'instruments électroniques dans les années 1970 et grâce à des artistes tels que Miles Davis, Herbie Hancock, et Ornette Coleman. C'est en particulier le travail d'Herbie au début des années 1980 avec Bill Laswell dans l'album Future Shock qui annonçait le style avec des incorporations d'electro et de rythmes hip-hop. À partir de la fin des années 1980, beaucoup de musiciens hip-hop travaillaient dans un style jazz-rap, parmi eux, Gang Starr, The Roots, A Tribe Called Quest, et Nas. Toujours dans les années 1980, de nombreux musiciens house s'inspiraient du jazz, en particulier du post-bop et du jazz-funk.
Au milieu des années 1990 et au début des années 2000 des musiciens de la scène downtempo comme Jazztronic, St Germain, Truby Trio, DJ Takemura, Perry Hemus et Jazzanova ont commencé à plonger plus profondément dans le jazz. Dans la même période les producteurs d'intelligent dance music, pour les plus célèbres Squarepusher et Spring Heel Jack, et plus tard London Elektricity et Landslide, s'y intéressent aussi. Des musiciens techno comme Carl Craig et son projet Innerzone Orchestra, ont également porté un intérêt au nu jazz. Des figures des scènes hardcore et breakcore, notamment Alec Empire, Nic Endo, et Venetian Snares, ont expérimenté une variante plus dure et bruitiste du style. Dix ans plus tard, certains producteurs de dubstep, tels que Boxcutter, ont aussi expérimenté le jazz électronique. Tout en conservant les formes traditionnelles du jazz, le pianiste Bugge Wesseltoft et le trompettiste Nils Petter Molvær sont connus pour leur improvisation dans le style nu jazz. The Cinematic Orchestra est également connu pour intégrer une bande de jazz traditionnel dans ses productions musicales au milieu d'éléments électroniques. St Germain, une figure du nu jazz, vend même 1,5 million d'exemplaires de son album Tourist.